# Tweede Kamerverkiezingen 1887
De Tweede Kamerverkiezingen 1887 waren algemene Nederlandse verkiezingen voor de Tweede Kamer der Staten-Generaal. Zij vonden plaats op 1 september 1887.
Nederland was verdeeld in 43 kiesdistricten, waarin 86 leden van de Tweede Kamer gekozen werden. Een kiezer bracht evenveel stemmen uit als er afgevaardigden in zijn kiesdistrict gekozen werden. Om gekozen te worden moest een kandidaat minimaal de districtskiesdrempel behalen.
De verkiezingen werden gehouden voor alle 86 zetels als gevolg van de ontbinding van de Tweede Kamer op 16 augustus 1887 nadat een voorstel tot wijziging van de grondwet in eerste lezing door Tweede Kamer en Eerste Kamer was aangenomen.
In twee kiesdistricten was een tweede verkiezingsronde benodigd tussen de twee hoogstgeplaatste (niet-direct gekozen) kandidaten uit de eerste ronde vanwege het niet-behalen van de districtskiesdrempel. Deze tweede ronde vond plaats op 14 september 1887.

## Uitslag

### Opkomst
|                  | 1886    | 1886      | 1887    | 1887  |
| # stemmen        | %       | # stemmen | %       |       |
| ---------------- | ------- | --------- | ------- | ----- |
| Kiesgerechtigden | 136.237 |           | 134.987 |       |
| Niet opgekomen   | 33.266  | 24,42     | 60.556  | 44,86 |
| Opkomst          | 102.971 | 75,58     | 74.431  | 55,14 |

### Verkiezingsuitslag
| Partij/groepering          | Zetels | Zetels | Zetels |
| Partij/groepering          | 1886   | 1887   | +/−    |
| -------------------------- | ------ | ------ | ------ |
| Liberale Unie              | 47     | 47     | 0      |
| Anti-Revolutionaire Partij | 19     | 20     | +1     |
| bahlmannianen              | 13     | 12     | −1     |
| schaepmannianen            | 6      | 7      | +1     |
| conservatieven             | 1      | 0      | −1     |
| totaal                     | 86     | 86     | 0      |

### Gekozen leden
Bij deze verkiezingen werden 83 leden herkozen. De stemmingen voor de overige drie vacatures hadden de volgende resultaten:
- in het kiesdistrict Almelo werd Willem Cremers (schaepmannianen) gekozen in de vacature ontstaan door het aftreden van Jan Corver Hooft (conservatieven) die had aangegeven niet herkiesbaar te zijn;

- in het kiesdistrict Amsterdam werd Arnold Kerdijk (LU) gekozen in de vacature ontstaan door het aftreden van Jan Rutgers van Rozenburg (LU) die had aangegeven niet herkiesbaar te zijn;

- in het kiesdistrict Leiden versloeg Johannes Donner (65,6%, ARP) het aftredende lid Johannes Smeele (49,1%, bahlmannianen).

De zittingsperiode van de Tweede Kamer ging in op 19 september 1887. De zittingstermijn van Tweede Kamerleden bedroeg vier jaar.

## Formatie
Het kabinet was vóór deze verkiezingen niet afgetreden, omdat het doel van de verkiezingen uitsluitend was de grondwetsherziening in tweede termijn aan een nieuw gekozen parlement voor te leggen. Gezien de uitslag van de verkiezingen kon het conservatief-liberale kabinet-Heemskerk aanblijven.